# 磅暹县
磅暹县是柬埔寨磅湛省下辖的一个县。
“磅暹”在高棉语中意思是“暹罗的港口”。1841年，柬埔寨被越南吞并的时候，被越南强制改为汉字名字“平暹”，取“平定暹罗”之意。1845年柬埔寨恢复独立之后，改回高棉语名字“磅暹”。